# Grumman G-44 Widgeon
Pour les articles homonymes, voir Grumman et G44.
Dimensions
Le Grumman G-44 Widgeon est un aéronef amphibie-hydravion à coque bimoteur civil, du constructeur aéronautique américain Grumman, fabriqué à plus de 300 exemplaires entre 1941 et 1955, et sous le nom de SCAN 30 en France,.

## Historique
Ce modèle est inspiré du précédent Grumman G-21 Goose de 1937, avec une capacité de trois à cinq passagers.

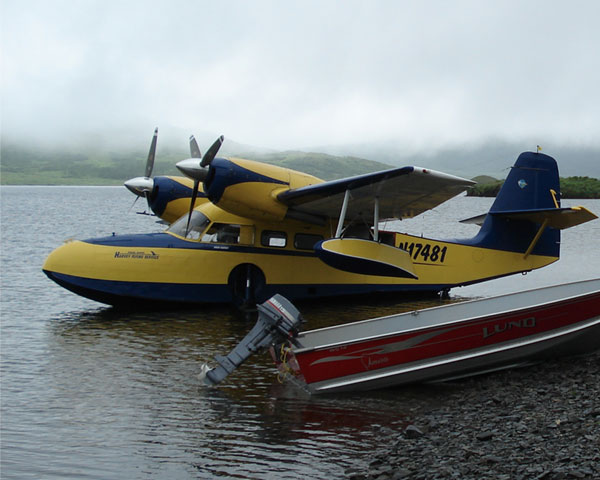
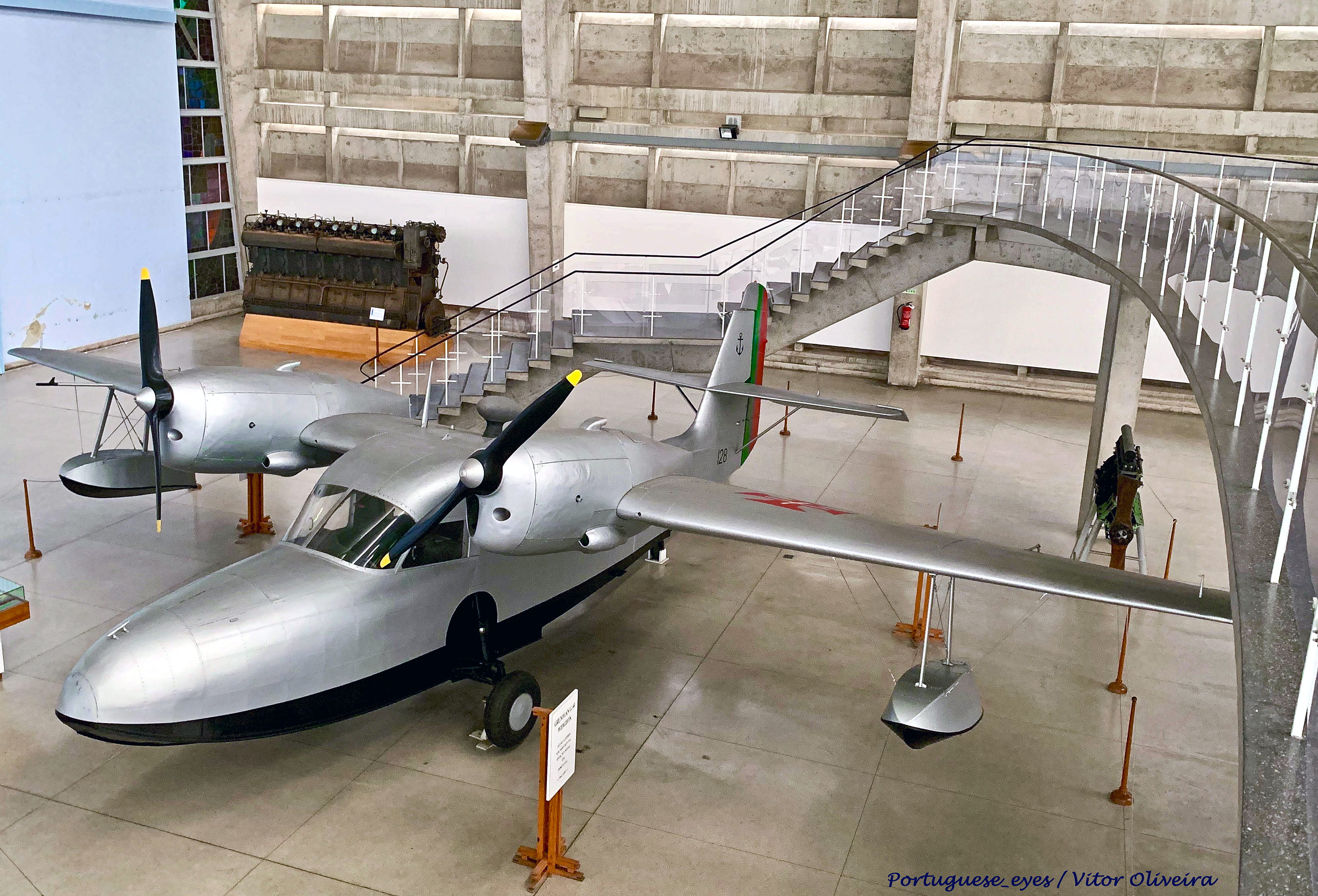
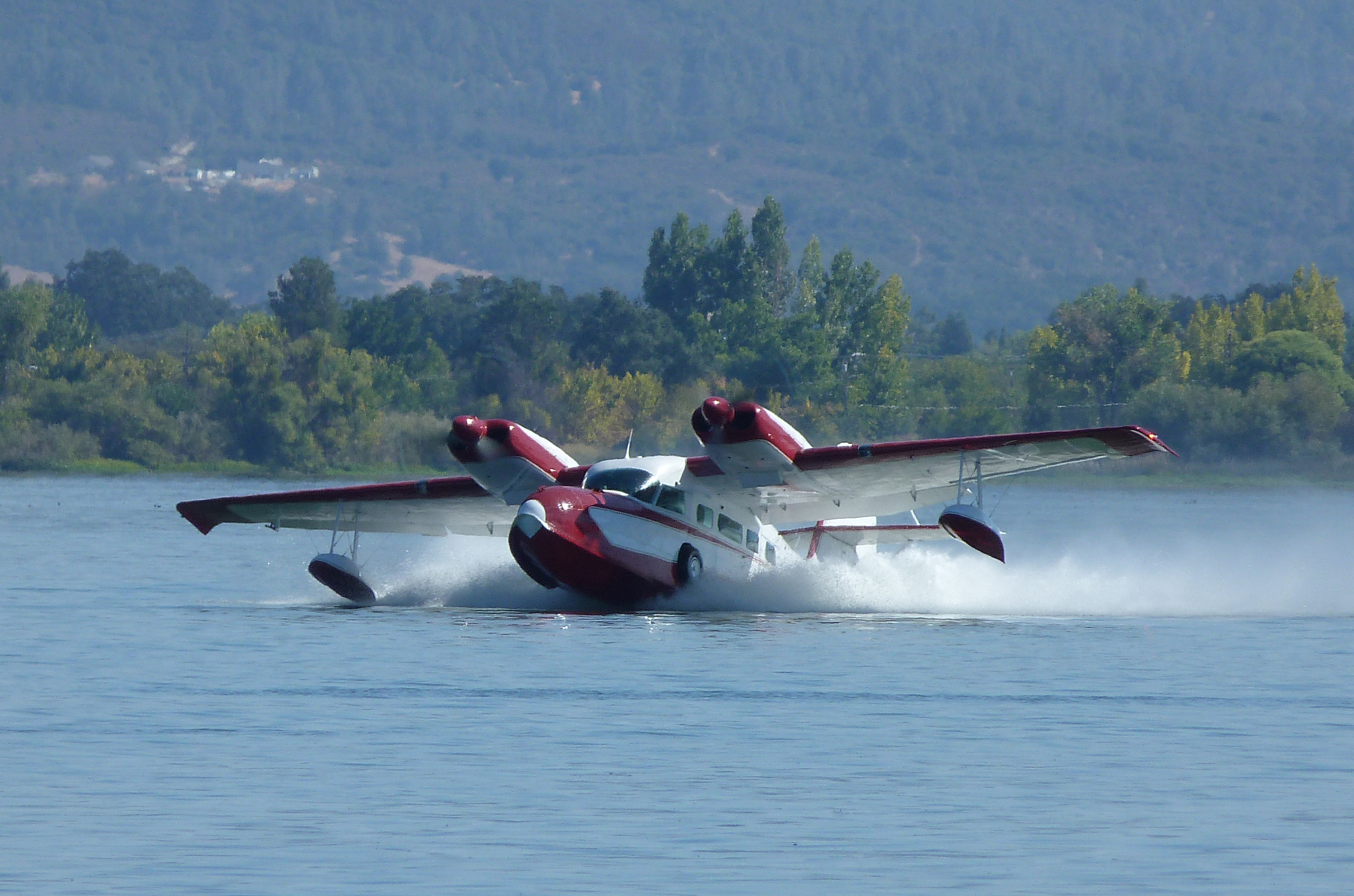

Une série de modèles américains ont été nommés J4F par l'United States Navy (USN) et l'United States Coast Guard (USCG) et OA-14 par l'United States Army Air Corps (USAAC) et l'United States Army Air Forces (USAAF) pendant la Seconde Guerre mondiale.
Après la guerre, un total de 76 nouveau G-44A améliorés a été construit par Grumman, le dernier étant livré le 13 janvier 1949. Cette version a été produite sous licence en France par la Société de construction aéronavale de La Rochelle sous le nom de SCAN 30.
Le Grumman G-73 Mallard lui succède en 1946, et le Grumman HU-16 Albatross en 1949.

## Télévision et cinéma
- 1977 : L'Île fantastique, série télévisée américaine (SCAN 30)[4].
- 1992 : Loulou Graffiti, Téléfilm Français de Christian Lejalé (Pub TV)[5].
- 2014 : Planes 2, de Walt Disney Pictures[6].

## Quelques musées
- Fantasy of Flight en Floride.
- Museu do Ar (en) au Portugal.
- Musée de la Marine de Lisbonne au Portugal.
- Florida Air Museum (en) de Lakeland en Floride.
- Hangar-7 de l'aéroport de Salzbourg-W.-A.-Mozart en Autriche[7]
- Musée historique de l'hydraviation de Biscarrosse dans les Landes.
- Musée de l'aéronautique navale de Rochefort en Charente-Maritime.